# Tirreno (English Version)
Tirreno (English Version) è un singolo di Roberto Tardito, pubblicato nel 2011.

## Il singolo
Il singolo contiene la versione inglese del brano pubblicato nell'album Porto Argo.

## Tracce
1. Tirreno (English Version) – 2:08 (testo: Ilaria Adriani – musica: Roberto Tardito)

## Formazione
- Barnabe Matsiona – isshakausansun
- Roberto Tardito – voce, pianoforte, percussioni